# Автентичність (мистецтво)
Автентичність — доказ походження, достовірність. Автентичний — цілком достовірний, заснований на першоджерелах.
Автентичними вважають оригінальні, точні тексти мистецьких творів певних авторів, їхні епістолярій, щоденникові записи тощо, наявні у рукописах, першодруках, авторській коректурі і т. ін.
За приклад автентичних текстів можуть бути «захалявна» книжка Т. Шевченка, листування Лесі Українки з Ольгою Кобилянською, щоденникові записи Павла Тичини тощо.
У деяких випадках автентичність є визначенням оригінальності твору й протиставляється поняттю плагіат.

## Автентичність у традиційному мистецтві
Автентичність приписується народному мистецтву у тому разі, якщо це мистецтво йде від носія певної культури. Також характеристика автентичності може бути приписана тому мистецтву, що точно відтворює фольклорні зразки. Автентичність походження об’єкта мистецтва — це позитивна ідентифікація художника, місця й часу походження твору мистецтва.

## Автентичність у сучасному мистецтві
У сучасному мистецтві поняття автентичності частіше характеризує авторський стиль, техніку чи оригінальну ідею. При цьому часто і оригінал, і копії (що їх родить автор твору) називаються автентичними. Особливо такий підхід є характерним для тих сучасних видів мистецтва, у яких копія збігається з оригіналом. В такому разі під автентичністю розуміють не достеменність зразку, а оригінальність ідеї твору мистецтва.

## Автентизм у музиці
В музиці автентизм виділився у напрямок виконавського мистецтва, метою якого є досягнення відповідності сучасного виконання оригінальним, «історичним» уявленням. Цей напрямок пов'язаний із реконструкцією старовинних інструментів, вивченням виконавських прийомів і стилів минулого. Термін поширюється головним чином на виконання барокової музики, проте може стосуватися й музики інших епох, що оперувала інструментарієм відмінним від сучасного, зокрема музики Середньовіччя і відродження. Особливим напрямком музичного автентизму є автентичне виконавство народної музики.